# 萊丁鎮區 (明尼蘇達州聖路易斯縣)
萊丁鎮區（英語：Leiding Township）是位於美國明尼蘇達州聖路易斯縣的一個行政鎮區。

## 地方資料
萊丁鎮區的面積為365.00平方千米，當中陸地面積為317.39平方千米，而水域面積為47.61平方千米。根據2020年美國人口普查的數據，當地共有人口399人，而人口密度為每平方千米1.09人。